# Društvo astronoma Srbije
Društvo astronoma Srbije (DAS) je zvanično udruženje koje okuplja profesionalne srpske astronome. Osnovano je 1981. godine. Društvo astronoma Srbije je član Međunarodne astronomske unije.

## Istorijat
Društvo astronoma Srbije (DAS) je osnovano 1981. sa sedištem u Beogradu. Pre osnivanja srpski astronomi su bili organizovani oko dve organizacije. Bili su u sklopu Društva matematičara i fizičara Srbije, od njihovog osnivanja 1948. godine, a zvanično su kao astronomi uključeni u društvo od 1962. Druga organizacija je bila Društvo u okviru Unije društava matematičara i fizičara, osnovana 1949. godine, a u koju su astronomi uključeni zvanično 1966. godine.
Današnji predsednik društva je dr Monika Jurković, a sekretar dr Milan Stojanović.
Društvo okuplja oko 100 članova, većinom sa Astronomske opservatorije u Beogradu i sa Katedre za astronomiju Matematičkog fakulteta Univerziteta u Beogradu, ali ima članova i iz drugih astronomskih društava.

## Naučne aktivnosti društva
Naučne aktivnosti Društva astronoma Srbije pokrivaju više oblasti iz astronomije i astrofizike: proučavanja su u sklopu astrometričkih kataloga, Zemljine rotacije, posmatranja Sunca, dvojnih zvezda, manjih planeta i kometa, teorije kretanja malih planeta, modeliranja tesno dvojnih sistema, uticaja sudara na oblik spektralnih linija u astrofizičkoj plazmi, radio-astronomije, galaktičke astronomije, vangalaktičke astronomije, kosmogonije i istorije srpske astrnomije. Istraživanja se većinski vrše na Astronomskoj opservatoriji u Beogradu i na Katedri za astronomiju Matematičkog fakulteta Univerziteta u Beogradu.
Druga aktivnost društva je u poboljšavanju uslova i radu na astronomiji u školstvu. Astronomija se u srpskim školama uči u sklopu fizike, u Gimnazijama na prirodno-matematičkim smerovima u četvrtoj godini astronomija se predaje sa fondom časova od jednog časa nedeljno. U specijalizovanim matematičkim školama astronomija postoji kao samostalan predmet.
DAS se bavi popularizacijom astronomije u Srbiji, ili direktno putem medija, ili većinski kroz pojedinačno učešće članova u događajima i radu u amaterskim društvima. Posebno je bila označena 2009. godina, međunarodna godina astronomije. Poslednjih nekoliko godina DAS je pojačao svoje aktivnosti naročito sa radom Mobilnog Planetarijuma kako u obrazovnim ustanovama tako u ustanovama kulture, festivalima nauke i drugim naučnim skupovima.
Misija društva je da očuva i istraži istorijsko nasleđe astronomskih nauka u Srbiji.

### Međunarodna godina astronomije
Društvo astronoma Srbije je nakon 28 godina postojanja imalo posebnu priliku za aktivnost. Naime, nakon što je Međunarodna astronomska unija proglasila 2009. godinu za Međunarodnu godinu astronomije, organizovan je i niz simboličnih seminara i aktivnosti, poput donacije 100 malih teleskopa najaktivnijim osnovnim i srednjim školama širom zemlje van većih gradova, kao i nabavke pokretnog planetarijuma.

## Spoljašnje veze
- Zvanični sajt